# Chu Hon Ming William
Chu Hon Ming William (chiń. 楚韓銘威廉; ur. 16 lipca 1971) – piłkarz z Makau, grający na pozycji bramkarza, trener piłkarski.

## Kariera piłkarska

### Kariera klubowa
W latach 1990–2011 występował w klubach Hap Kuan, G.D. Lam Pak, G.D. Os Artilheiros i ponownie w G.D. Lam Pak.

### Kariera reprezentacyjna
Od 2001 do 2006 bronił barw narodowej reprezentacji Makau.

## Kariera trenerska
Po zakończeniu kariery piłkarskiej rozpoczął pracę szkoleniową. Od 2012 najpierw pomagał, a w 2014 został mianowany na stanowisko głównego trenera C.D. Monte Carlo.

## Sukcesy i odznaczenia

### Sukcesy klubowe
- mistrz Makau: 1992, 1994, 1997, 1998, 1999, 2006, 2007, 2009